# Calcio in Egitto
Il calcio è lo sport principale in Egitto. Molti egiziani si riuniscono, quasi ogni giorno, per assistere alle partite delle varie squadre egiziane e della squadra nazionale di calcio egiziana.
Al Ahly e Zamalek sono tra le squadre più popolari del paese ed entrambe hanno sede al Cairo. Entrambe le squadre competono nella Premier League egiziana, il livello più alto del calcio egiziano e gareggiano nel Derby del Cairo.
Altre squadre degne di nota sono: Ismaily, Al-Masry, Al Ittihad e Pyramids FC.

## Prima Lega
La Prima Lega egiziana (Lega A) ha diciotto squadre; a causa delle varie sponsorizzazioni, il nome ufficiale del campionato è "Etisalat Premier League" mentre, nel 2006/2007, venne anche chiamato "Vodafone Premier League".

## Nazionale
La nazionale di calcio egiziana, conosciuta anche come I Faraoni, è la squadra nazionale egiziana ed è amministrata dalla Federcalcio egiziana. La squadra venne fondata nel 1921, sebbene una squadra fosse stata schierata alle Olimpiadi estive del 1920. L'Egitto partecipò anche alle Olimpiadi del 1924 e ottenne l'ottavo posto alle Olimpiadi del 1928.
La squadra ha vinto numerose coppe nel corso degli anni, soprattutto la Coppa d'Africa per sette volte: nel 1957, 1959, 1986, 1998, 2006, 2008 e nel 2010, rendendoli detentori del record della maggior parte delle vittorie di Coppa d'Africa e della maggior parte delle vittorie di fila (per aver vinto tre volte di seguito).
Il posizionamento più alto, nella classifica FIFA, fu nel luglio 2010, in cui l'Egitto si classificò al 9º posto, ottenendo il suo miglior risultato. Fu anche il primo paese africano (e anche, quello arabo) a partecipare alla Coppa del Mondo, quando partecipò nel 1934, perdendo contro l'Ungheria per 4-2. Sebbene avesse perso, venne ancora considerato una delle squadre più forti dell'Africa.
L'Egitto partecipò alla sua seconda Coppa del Mondo, nel 1990 (ma non superò la prima fase dopo aver pareggiato contro l'Irlanda, i Paesi Bassi e dopo aver perso contro l'Inghilterra per 1-0).
L'Egitto si qualificò alla Coppa del Mondo 2018 (per la prima volta dopo ventotto anni). Venne inserito nel Gruppo A con la padrona di casa Russia, l'Uruguay e l'Arabia Saudita. L'Egitto perse contro l'Uruguay al 90º minuto e poi perse per 3-1 contro la Russia ma segnò grazie a un gol di Mohamed Salah, su rigore (al 22º minuto), nell'ultima partita contro l'Arabia Saudita, in cui perse per 2-1.

### Partecipazione ai tornei internazionali

#### Africa
- Coppa d'Africa

Vincitori (7): 1957, 1959, 1986, 1998, 2006, 2008, 2010 (squadra di maggior successo)
Secondo classificato (2): 1962, 2017, 2022
Terzo posto (3): 1963, 1970, 1974
Quarto posto (3): 1976, 1980, 1984
- Giochi tutta l'Africa

Campioni (2): 1987, 1995
Terzo posto (1): 1973
- Coppa delle Nazioni afroasiatiche

Secondo classificato (2): 1988, 2007
- Torneo del bacino del Nilo

Champions (1): 2011 (squadra di maggior successo)

#### Altro
- L'Egitto vinse i Giochi del Mediterraneo del 1955 e ottenne il secondo posto nel torneo del 1951.
- Il miglior posizionamento dell'Egitto alle Olimpiadi, fu il quarto posto nel 1964.
- Nel 2014, l'Egitto fu una delle otto nazioni a prendere parte alla prima Coppa del Mondo di Unity.
- L'Egitto vinse i Giochi Panarabi per quattro volte, una Coppa d'Arabia nel 1992 e la Coppa di Palestina per due volte.

## Stadi
L'Egitto ha un totale di ventisette stadi di calcio, sparsi in tutto il paese. Lo stadio principale era il Cairo International Stadium, in seguito, sostituito dallo stadio Borg El Arab ad Alessandria che divenne lo stadio di casa della nazionale egiziana. Questo stadio ha una capacità di capienza massima di 86.000 persone. Il motivo per cui questo stadio venne costruito fu per la partecipazione dell'Egitto alla Coppa del Mondo FIFA 2010.
L'Egitto ha ospitato cinque Coppe d'Africa nel 1959, 1974, 1986, 2006 e 2019. Il paese ha anche ospitato la Coppa del Mondo Under 17 del 1997 e la Coppa del Mondo Under 20 del 2009.